# 李泰交
李泰交，字昶林，贵州贵阳人，清朝政治人物、進士出身。
嘉慶二十五年（1820年）庚辰科進士，二甲九十名，改翰林院庶吉士，散館授編修，官至左中允。